# Fernand Guyou
Fernand Eugène Guyou (7 janvier 1891 à Champigny-sur-Marne - 1er septembre 1944 au Maroc) est un as de l'aviation français de la Première Guerre mondiale, au cours de laquelle il remporte douze victoires aériennes homologuées.

## Première Guerre mondiale

### Service dans l'infanterie
Guyou effectuait son service militaire en tant que brigadier dans la réserve de la cavalerie, lorsque la guerre éclate en 1914. Le 3 septembre 1914, il est nommé éclaireur monté au 46e Régiment d'Infanterie. Le 12 octobre, il est promu maréchal-des-logis. Le 12 avril 1915, il est transféré au 8e régiment de chasseurs. Le 20 décembre 1915, il est envoyé suivre un entraînement de pilote. Il obtient le brevet militaire de pilote no 2697, le 17 février 1916.

### Service dans l'aviation
Le 26 mai 1916, il est initialement affecté à l'Escadrille N49 (le 'N' signifiant que l'Escadrille volait avec des Nieuports). Il est transféré à l'Escadrille N15 (en) le 12 août. Le 23 septembre, il est gravement blessé au combat. Une fois guéri, il reprend du service le 20 décembre 1916.
Le 17 janvier 1917, il est envoyé à l'Escadrille N463, puis à l'Escadrille N93, le 25 août. Il remporte sa première victoire, en compagnie de Gustave Daladier en abattant un avion de reconnaissance allemand le 30 octobre 1917. Il devra attendre sept mois avant de connaitre sa seconde victoire contre un ballon d'observation allemand, le 30 mai 1918. Il remporte deux victoires supplémentaires dans la N93, qu'il quitte avec le titre d’as. Avec sa nouvelle unité, l'Escadrille SPA 37, il vole en SPAD et remporte huit victoires entre le 3 août 1918 et la fin de la guerre, victoires qu'il partage avec d'autres as tels que Bernard Barny de Romanet, Roger Poupon, et Georges Lienhart. À l'armistice, Guyou cumule 431 heures de vol, consignées dans son carnet de vol,.

### Promotions et décorations
Le 25 janvier 1918, Guyou est promu au grade d'adjudant. Le 6 avril, il reçoit la Médaille militaire en plus de la Croix de guerre avec sept palmes et une étoile. Le 1er juin 1918, il est nommé sous-lieutenant à titre provisoire. Le 16 octobre 1918, il est décoré de la Légion d'honneur.

## Entre-deux-guerres et mort
À la fin de la guerre, Guyou devient pilote de ligne, volant notamment sur des Potez.
Lorsque la Seconde Guerre mondiale éclate, Guyou reprend du service. Il meurt au Maroc, le 1er septembre 1944.

## Ouvrages
- (en) Norman L. R. Franks et Frank W. Bailey, Over the front : a complete record of the fighter aces and units of the United States and French Air Services, 1914-1918, Londres, Grub Street, 1992 (ISBN 0-948817-54-2 et 978-0-948-81754-0).